# Mundoora
Mundoora är en ort i Australien. Den ligger i kommunen Barunga West och delstaten South Australia, omkring 160 kilometer norr om delstatshuvudstaden Adelaide. Antalet invånare är 247.
Trakten runt Mundoora är nära nog obefolkad, med mindre än två invånare per kvadratkilometer.. Närmaste större samhälle är Port Broughton, omkring 14 kilometer väster om Mundoora.
Trakten runt Mundoora består till största delen av jordbruksmark. Genomsnittlig årsnederbörd är 581 millimeter. Den regnigaste månaden är juni, med i genomsnitt 95 mm nederbörd, och den torraste är december, med 13 mm nederbörd.